# TI-89
La TI-89 est une calculatrice graphique programmable commercialisée par Texas Instruments à partir de 1998. Elle s'appuie sur une plate-forme matérielle proche et le même logiciel que la TI-92 Plus. Elle représente donc une variante plus compacte de cette dernière, au format traditionnel des calculatrices graphiques Texas Instruments. En 2003, la TI-89 Titanium a apporté quelques améliorations à l'ancien modèle (plus de mémoire, connectique USB, applications scientifiques fournies). La TI-89 est considérée comme un succès marquant de Texas Instruments au tournant du troisième millénaire.

## Présentation
La TI-89 utilise le même logiciel que la TI-92 Plus qui lui est contemporaine. Au niveau matériel, il existe quelques différences :
- la TI-89 présente un format compact, traditionnel des calculatrices graphiques de Texas Instruments,
- l'écran de la TI-89 est plus petit que celui de la TI-92 (100x160 pixels contre 128x240 pixels),
- elle ne possède pas le grand clavier QWERTY de sa grande sœur, mais un clavier alphabétique de A à W (hors T), puis X, Y, Z et T via des touches consacrées.

Son encombrement réduit et son prix moins élevé que celui de la TI-92 Plus, pour les mêmes fonctionnalités et performances, ont contribué à son large succès.

## Modèles

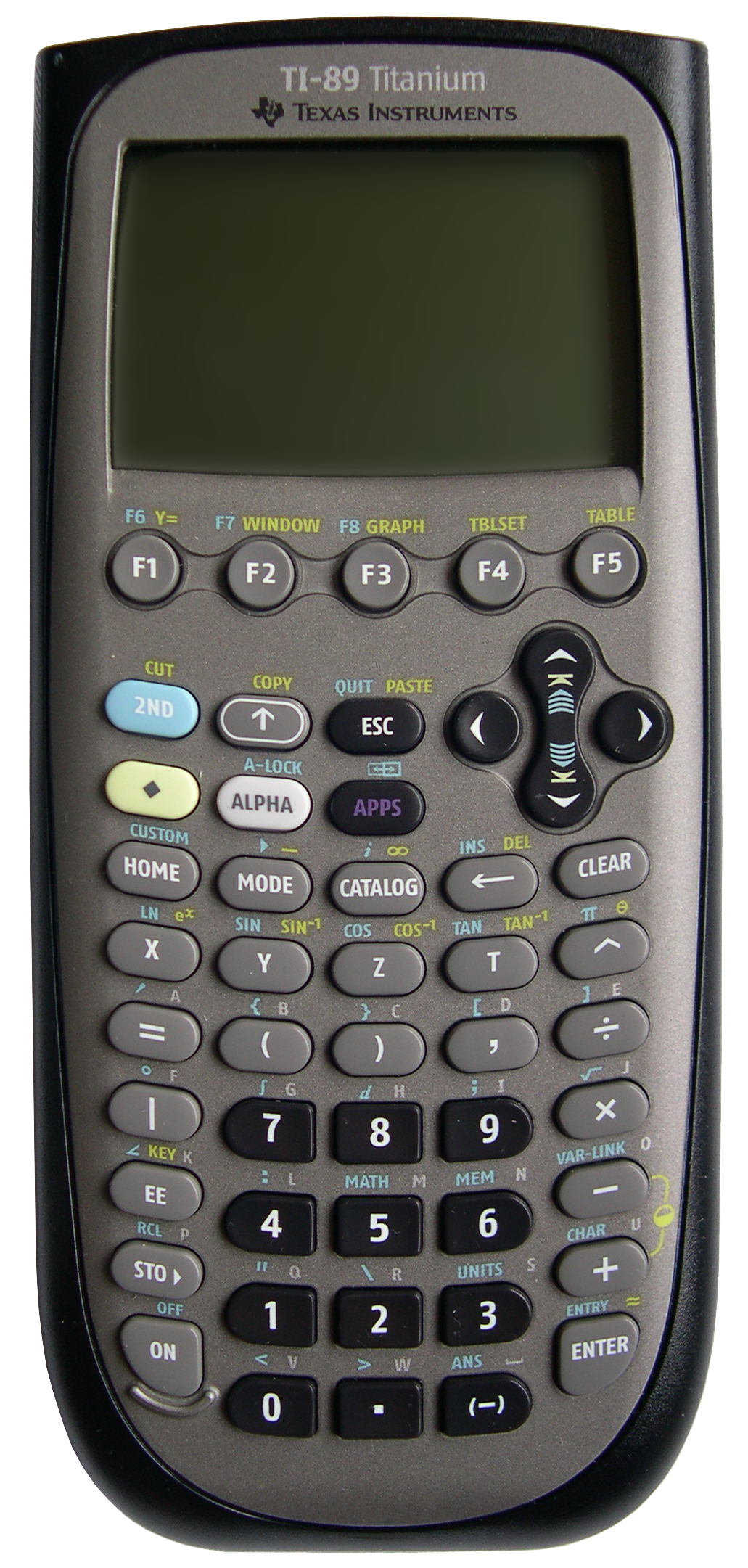
TI-89 Titanium

Plusieurs versions matérielles de la TI-89 existent :
- HW1 (TI-89) : un ASIC contient le contrôleur d'entrées-sorties (écran, etc.) et un cœur de Motorola 68000 (cadencé à 10 MHz), la mémoire vive et la mémoire flash sont sur des puces séparées,
- HW2 (TI-89) : le Motorola 68000, désormais cadencé à 12 MHz, se trouve sur une puce séparée,
- HW3 (TI-89 Titanium) : l'ASIC intègre désormais la mémoire vive, un connecteur mini-USB remplace le traditionnel Jack du TI-Graph Link,
- HW4 (TI-89 Titanium) : ajout de mémoire flash.